# Xã East Cameron, Quận Northumberland, Pennsylvania
Xã East Cameron (tiếng Anh: East Cameron Township) là một xã thuộc quận Northumberland, tiểu bang Pennsylvania, Hoa Kỳ. Năm 2010, dân số của xã này là 748 người.